# ウノ (ギニアビサウ)
ウノ (Uno) はギニアビサウのビジャゴ諸島の西部に位置する島の名前である。この島にある同名の町は、ボラマ州ウノ区に位置し、ウノ区の首府である。